# Südtirol Gardenissima

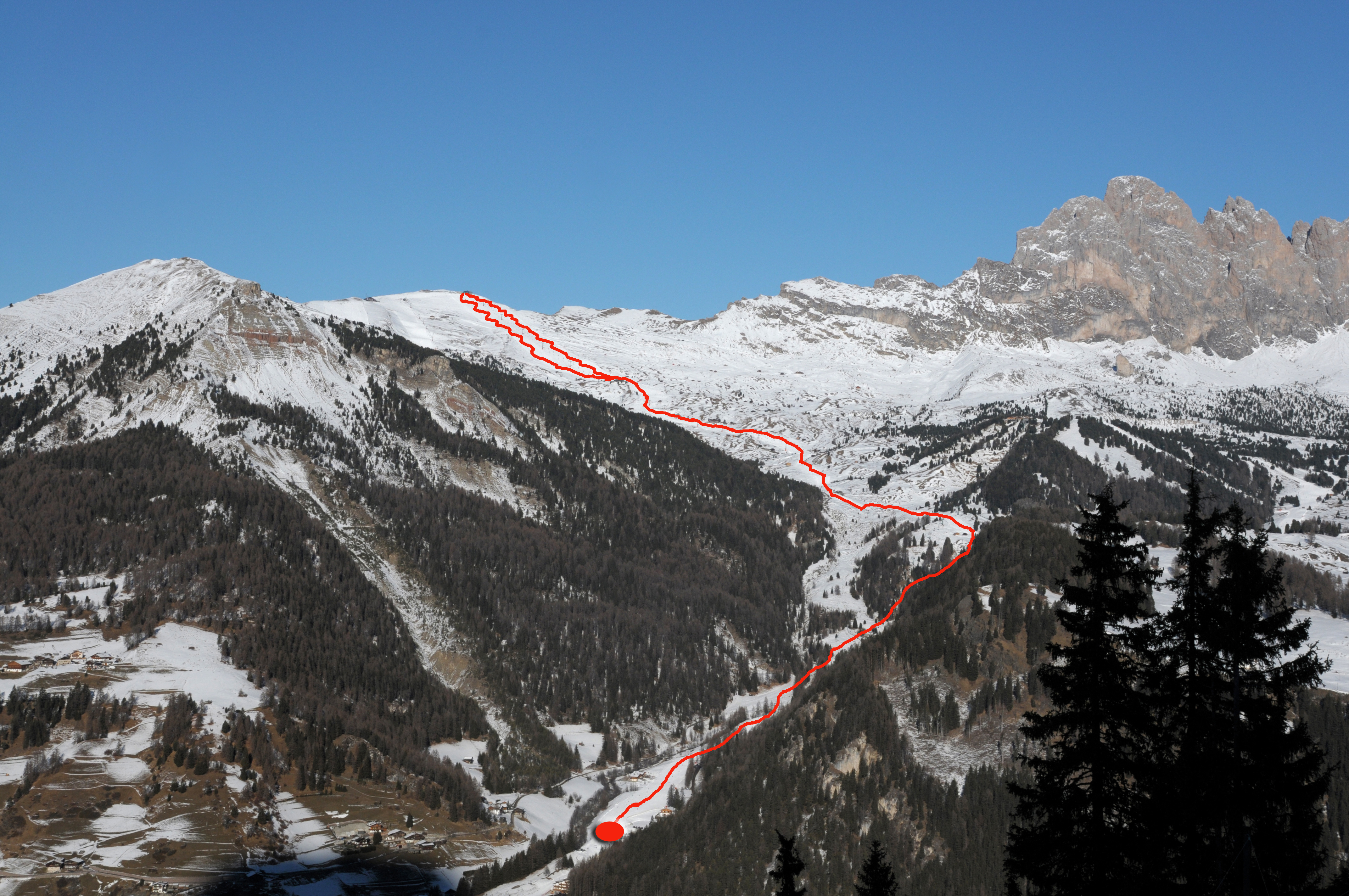
Tracciato della Südtirol Gardenissima: il tratto superiore biforcato è percorso in parallelo

La Südtirol Gardenissima (fino al 2006 denominata Gardenissima) è una competizione di sci alpino a partecipazione popolare che si tiene a cadenza annuale in Val Gardena (Italia).

## La competizione
Organizzata a partire dal 1997, la Gardenissima è la gara di slalom gigante più lunga del mondo: nel 2015 il percorso è lungo 6 km per un dislivello di 1033 metri e con 115 porte. La partenza è sulla vetta del Seceda (2 519 m s.l.m.) da dove partono sempre due atleti su un tracciato parallelo che dopo 1.500 metri si unifica in un tracciato singolo. L'arrivo è posto in corrispondenza della stazione a valle della funivia di Col Raiser, nel comune di Selva di Val Gardena (1 485 m). Il miglior tempo di percorrenza dell'intero tracciato si attesta generalmente sui 3 minuti.
Alla gara, che si svolge all'inizio della primavera, può iscriversi chiunque abbia compiuto i 14 anni d'età (con un tetto massimo di partecipanti fissato a 650).

## Südtirol Gardenissima Kids
Nel 2014 è stata istituita la Südtirol Gardenissima Kids, una gara analoga a quella maggiore, su un percorso di 1,9 km per un dislivello di 350 m, dal Seceda fino alla stazione a valle della seggiovia Fermeda, aperta a concorrenti dagli 8 ai 13 anni d'età.

## Albo d'oro delle ultime edizioni
Uomini
| Anno | Vincitore             | Tempo    | Secondo             | Tempo   | Terzo             | Tempo   |
| ---- | --------------------- | -------- | ------------------- | ------- | ----------------- | ------- |
| 2011 | Romed Baumann         | 3'37.74  | Massimo Penasa      | 3'42.12 | Stefan Thanei     | 3'43.17 |
| 2012 | Hannes Reichelt       | 3'31.354 | Siegmar Klotz       | 3'35.76 | Jonas Senoner     | 3'36.50 |
| 2013 | Hannes Reichelt       | 4'06.19  | Siegmar Klotz       | 4'07.95 | Michael Gufler    | 4'12.08 |
| 2014 | Peter Fill            | 3'33.34  | Daniel Hemetsberger | 3'36.51 | Otmar Striedinger | 3'38.33 |
| 2015 | Max Franz             | 3'41.62  | Otmar Striedinger   | 3'44.80 | Florian Eisath    | 3'47.36 |
| 2016 | Massimiliano Blardone | 3'49.88  | Otmar Striedinger   | 3'51.36 | Lucas Senoner     | 3'51.42 |

Donne
| Anno | Vincitrice     | Tempo   | Seconda           | Tempo   | Terza                      | Tempo   |
| ---- | -------------- | ------- | ----------------- | ------- | -------------------------- | ------- |
| 2011 | Ilka Štuhec    | 3'47.23 | Stefanie Moser    | 3'49.68 | Verena Stuffer             | 3'51.02 |
| 2012 | Ilka Štuhec    | 3'39.37 | Verena Stuffer    | 3'39.99 | Lisa Agerer                | 3'40.43 |
| 2013 | Ilka Štuhec    | 4'16.49 | Verena Stuffer    | 4'24.15 | Jessica Depauli            | 4'24.19 |
| 2014 | Ilka Štuhec    | 3'41.48 | Verena Stuffer    | 3'43.74 | Stefanie Moser             | 3'46.63 |
| 2015 | Verena Stuffer | 3'52.54 | Julia Dygruber    | 3'56.36 | María Belén Simari Birkner | 4'03.28 |
| 2016 | Ilka Štuhec    | 3'52.51 | Federica Brignone | 3'56.55 | Marta Bassino              | 3'57.64 |